# 自由の声 (短波放送)
自由の声放送（じゆうのこえほうそう、英称：Voice of Freedom、略称：VOF）は対北放送の一つ。
北朝鮮より脱北した脱北者による対北放送の一つである。放送言語は朝鮮語のみで宗教を扱った放送（宗教放送）である。
2008年4月24日、韓国標準時（KST）20:00~22:30より短波15755kHzで開局。
なお大韓民国国防部（国防部）が軍事境界線の非武装地帯で実施していた北朝鮮向け拡声器放送「自由の声」（2004年放送終了、2010年FM放送のみ再開）との関連性はない。

## 周波数
| 放送時間（KST） | 周波数（短波）   |
| --------------- | ---------------- |
| 01:00-05:00     | 6045kHz          |
| 06:00-11:00     | 同上             |
| 12:00-17:00     | 6045kHz、6348kHz |
| 18:00-00:00     | 同上             |

※韓国標準時＝UTC+9
- 周波数は2017年9月現在。